# Пузур-Ашшур I
Пузур-Ашшур I (букв. «Тайна Ашшура») — правитель города Ашшура в начале XX века до н. э. Основатель новой ассирийской династии, правившей почти два века, пока Эришума II не сверг Шамши-Адад I.
Пузур-Ашшур I, воспользовавшись ослаблением власти царей III династии Ура, захватил власть в Ашшуре и стал править независимо.